# Derek Jacobi
Sir Derek George Jacobi (Leytonstone, 22 ottobre 1938) è un attore e regista teatrale britannico, attivo in campo televisivo, teatrale e cinematografico.
Conosciuto al grande pubblico per i suoi ruoli nelle serie TV Cadfael - I misteri dell'abbazia e Vicious e per i film Enrico V, Hamlet, Il gladiatore e Il discorso del re, Jacobi è uno dei più acclamati attori teatrali della sua generazione e per le sue interpretazioni del repertorio classico e moderno a Londra e Broadway ha vinto il Tony Award e tre Laurence Olivier Award. Nel 1994 è stato nominato baronetto per la sua lunga carriera sul palcoscenico.

## Biografia

### Infanzia e formazione
Figlio unico di Alfred George Jacobi, un tabaccaio di origini prussiano-ebraiche e ugonotte e di Daisy Gertrude Masters, una segretaria di origini olandesi, Derek Jacobi dimostrò un interesse per la recitazione sin dall'infanzia, cominciando a recitare in compagnie amatoriale già all'età di sei anni. Crescendo, Jacobi ha continuato a recitare a livello scolastico con i Players of Leyton del suo liceo, la Leyton County High School, ottenendo anche dei primi successi: nel 1957 la compagnia teatrale della scuola ha portato l'Amleto al Festival di Edimburgo con Jacobi nella parte principale.
A 18 anni fu ammesso al St. John's College della Cambridge University per studiare storia con una borsa di studio. Qui entrò nel Club Drammatico Amatoriale, dove recitava accanto ai giovani Ian McKellen e Trevor Nunn. Durante gli studi, Jacobi ricoprì molte parti di alto profilo con la compagnia universitaria, tra cui, nuovamente, quella di Amleto. L'allestimento della tragedia shakespeariana William Shakespeare fu portato in tour in Svizzera, dove il giovane Jacobi conobbe Richard Burton. Nel 1960 ottiene la laurea in storia dall'Università di Cambridge.

### Anni sessanta e settanta
Notato ancora all'Università per la sua interpretazione nell'Edoardo II di Christopher Marlowe, Jacobi fu invitato ad unirsi al Birmingham Repertory Theatre subito dopo la laurea. Dopo due stagioni con la compagnia, Jacobi fu notato da Laurence Olivier, che lo invitò ad unirsi alla compagnia originale del National Theatre, nonostante la giovane età e il non essere ancora un attore affermato. Con la compagnia di Olivier, nel 1963 Jacobi interpretò Laerte accanto a Peter O'Toole (Amleto) e Cassio accanto alla Desdemona di Maggie Smith nell'Otello, un ruolo che riprese anche nell'adattamento cinematografico del 1965. Nello stesso anno recitò nella prima della commedia di Peter Shaffer Black Comedy a Chichester e poi Londra, mentre successivamente interpretò Andrei nelle Tre sorelle con lo stesso Olivier e Joan Plowright (1970).
Dopo otto anni con la compagnia, Jacobi lasciò il National Theatre per intraprendere la carriera freelance, che lo portò prima a recitare con la BBC e poi con la Pospect Theatre Company, per cui interpretò i ruoli principali in Ivanov, Pericle, principe di Tiro e Un mese in campagna con Dorothy Tutin (1976). Nel 1976 divenne noto al grande pubblico quando fu scelto per interpretare l'imperatore Claudio nella miniserie della BBC Io Claudio imperatore; il ruolo gli valse il British Academy Television Award per il miglior attore. Nel 1978 recitò accanto a John Gielgud nell'adattamento televisivo della BBC di Riccardo II. Il successo ottenuto con la serie TV fu consolidato tre anni più tardi quando Jacobi interpretò Amleto in una tournée del Regno Unito, Grecia, Svezia, Australia, Cina e Giappone.

### Anni ottanta e novanta
Nel 1980 Derek Jacobi tornò ad interpretare Amleto per la BBC e fece il suo debutto a Broadway ne Il suicidio di Nikolaj Ėrdman. Tornato in Inghilterra, Jacobi si unì alla Royal Shakespeare Company (RSC), con cui recitò i ruoli di Benedetto in Molto rumore per nulla, Prospero nella Tempesta e gli eponimi protagonisti di Peer Gynt e Cyrano de Bergerac. Jacobi interpretò i ruoli sia nel Regno Unito che a Broadway, dove vinse il Tony Award al miglior attore protagonista in un'opera teatrale per la sua interpretazione nel Molto rumore per nulla. Due anni prima aveva vinto il prestigioso Laurence Olivier Award al miglior attore per il suo Cyrano. Nel 1986 fece il suo debutto nel West End con il dramma Breaking the Code, in cui interpretava il protagonista Alan Turing; il ruolo fu scritto appositamente per Jacobi, che tornò ad interpretare Turing anche a Broadway.
Nel 1988 tornò sulle scene del West End per interpretare i ruoli eponimi del Riccardo II e Riccardo III, allestite in repertorio. Al successo sulle scene si accompagnò anchen un'intensa attività televisiva, che lo vide recitare nel ruolo di Hitler nel Diario del Terzo Reich e Arthur in Little Dorrit. Nel 1982 fece il suo debutto al doppiaggio prestando la voce al topo Nicodemus in Brisby e il segreto di NIMH. Nel 1988 fece il suo debutto alla regia teatrale dirigendo Kenneth Branagh in una tournée internazionale dell'Amleto per la Renaissance Theatre Company che toccò anche il Castello di Kronborg in Danimarca. L'anno successivo fu invece Branagh a dirigere Jacobi, nel suo adattamento cinematografico dell'Enrico V.
Negli anni novanta, Jacobi ritornò a recitare con la Royal Shakespeare Company per interpretare il protagonista in Macbeth, in un'apprezzata interpretazione che riprese a Stratford, Londra e Bath. L'attività teatrale lo riportò anche nel West End, dove interpretò il dramma di Jean Anouilh Becket e il suo re. Nel 1995 fu nominato direttore artistico del festival theatre di Chichester, un ruolo che mantenne per tre stagioni consecutive. Fu a Chichester che Jacobi interpretò per la prima volta il ruolo eponimo di Zio Vanja, un ruolo che tornò a ricoprire a Broadway nel 2000. Gli anni novanta lo videro anche consolidare il suo sodalizio artistico con Kenneth Branagh, che diresse Jacobi nei film L'altro delitto e Hamlet, mentre nel 1996 fu diretto da Al Pacino in Riccardo III - Un uomo, un re. Per la sua interpretazione ne L'altro delitto fu candidato al BAFTA al miglior attore non protagonista. In televisione intanto recitò in tredici episodi di Cadfael - I misteri dell'abbazia e tornò ad interpretare Turing nell'adattamento televisivo di Breaking the Code. Come doppiatore prestò la voce alla serie d'animazione Il mondo di Peter Coniglio e dei suoi amici.

### Dagli anni duemila
Dopo il ritorno a Broadway con Zio Vanja, Jacobi fece il suo debutto in una serie televisiva statunitense con Frasier e per la sua performance vinse il Premio Emmy. Nello stesso anno tornò sul grande schermo per interpretare il senatore Gracco ne Il gladiatore. L'anno successivo fu la volta di un altro film di grande successo, Gosford Park. Nel 2002 è tornato sulle scene in The Hollow Crown (una sintesi dei drammi storici shakespeariani) che è andata in tour per l'Australia con Donald Sinden, Ian Richardson e Diana Rigg. Nei primi anni duemila ha prestato la voce anche a diversi audiolibri, registrando letture integrali dell'Iliade, Il viaggio del veliero, Io, Claudio e Il cacciatore di draghi.
Nel 2008, l'attore ha interpretato un'incarnazione del Maestro, uno dei villain ricorrenti della serie Doctor Who, nel decimo episodio della terza stagione del revival, Utopia; alla fine dell'episodio, il personaggio si rigenera in una nuova incarnazione, interpretata da John Simm. A partire dal 2017, l'attore ha ripreso il ruolo per una serie di audiodramma Big Finish, inclusa una che lo vede come protagonista.
Dopo aver recitato al cinema di Nanny McPhee - Tata Matilda, La bussola d'oro ed Endgame, nel 2009 è tornato sulle scene del West End ne La dodicesima notte. La commedia shakespeariana andò in scena al Wyndham's Theatre del West End, in una produzione della Donmar Warehouse diretta da Michael Grandage. Per la sua interpretazione nel ruolo di Malvolio, Jacobi vinse il suo secondo Laurence Olivier Award al miglior attore.
Nel 2010 tornò ad interpretare Claudio in un adattamento radiofonico del romanzo di Robert Graves. Nello stesso anno fu nuovamente diretto da Michael Grandage in un allestimento del Re Lear e il New Yorker definì la sua interpretazione una delle migliori della sua carriera. Sempre nel 2010 recitò anche nel film Il discorso del re, seguito nel 2011 da Marilyn. Nel 2011 tornò anche sulle scene newyorchesi sempre con il Lear, in scena per una stagione limitata alla Brooklyn Academy of Music. Successivamente, Jacobi recitò nella serie TV Titanic - Nascita di una leggenda, mentre dal 2013 al 2015 ottenne un grande successo con la serie televisiva Vicious, in cui recitava accanto a Ian McKellen e Frances de la Tour. Gli anni 2010 videro anche un'intensa collaborazione artistica con Kenneth Branagh, che diresse Jacobi nei film Cenerentola e Assassinio sull'Orient Express, oltre che in un ritorno sulle scene nel West End nel 2016 per interpretare Mercuzio in Romeo e Giulietta con Richard Madden e Lily James. Nel 2018 ha interpretato il vescovo Myriel nella serie della BBC I miserabili, seguito da un ritorno al cinema con Tomb Raider. Nel 2019 ha interpretato il linguista Joseph Wright nel film Tolkien e il morente Edoardo VIII in The Crown. Nel 2023 riceve uno speciale Premio Laurence Olivier alla carriera.

## Vita privata
Jacobi è stato nominato Commendatore dell'Ordine dell'Impero Britannico nel 1985 e Baronetto (Sir) nel 1994. In Danimarca è stato insignito del grado di Commendatore dell'Ordine di Dannebrog da Margherita II di Danimarca.
Molto riservato sulla propria vita privata, nel 2005 ha confermato le voci sulla sua omosessualità pur avendo avuto due presunte relazioni con Judi Dench e Julie Christie in gioventù, mentre a marzo del 2006 lui e il suo compagno, l'attore Richard Clifford, hanno celebrato dopo 27 anni insieme la loro unione civile a Londra con il Civil Partnership.
Nel 2014 è stato ricoverato d'urgenza in ospedale a seguito di una brutta caduta durante una vacanza alle Maldive, incidente che ha reso necessario un intervento e una lunga riabilitazione.

## Filmografia

### Cinema
- Otello (Othello), regia di Patrick Barton, Stuart Burge e John Dexter (1965)
- Interludio (Interlude), regia di Kevin Billington (1968)
- Il giorno dello sciacallo (The Day of the Jackal), regia di Fred Zinnemann (1973)
- Dossier Odessa (The Odessa File), regia di Ronald Neame (1974)
- I diavoli n. 2 (Blue Blood), regia di Andrew Sinclair (1974)
- Il tocco della medusa (The Medusa Touch), regia di Jack Gold (1978)
- Il fattore umano (The Human Factor), regia di Otto Preminger (1979)
- Charlotte, regia di Frans Weisz (1981)
- Enigma - Il codice dell'assassino (Enigma), regia di Jeannot Szwarc (1982)
- Little Dorrit, regia di Christine Edzard (1987)
- Enrico V (Henry V), regia di Kenneth Branagh (1989)
- L'altro delitto (Dead Again), regia di Kenneth Branagh (1991)
- Hamlet, regia di Kenneth Branagh (1996)
- Riccardo III - Un uomo, un re (Looking for Richard), regia di Al Pacino (1996)
- Basil, regia di Radha Bharadwaj (1998)
- Love Is the Devil (Love Is the Devil: Study for a Portrait of Francis Bacon), regia di John Maybury (1998)
- Molokai: The Story of Father Damien, regia di Paul Cox (1999)
- Una notte per decidere (Up at the Villa), regia di Philip Haas (1999)
- Il gladiatore (Gladiator), regia di Ridley Scott (2000)
- The Body, regia di Jonas McCord (2001)
- Gosford Park, regia di Robert Altman (2001)
- Revengers Tragedy, regia di Alex Cox (2002)
- Bye Bye Blackbird, regia di Robinson Savary (2005)
- Nanny McPhee - Tata Matilda (Nanny McPhee), regia di Kirk Jones (2005)
- Underworld: Evolution, regia di Len Wiseman (2006)
- Anastezsi, regia di Miguel Alcantud (2007)
- The Riddle, regia di Brendan Foley (2007)
- La bussola d'oro (The Golden Compass), regia di Chris Weitz (2007)
- Adam Resurrected, regia di Paul Schrader (2008)
- A Bunch of Amateurs, regia di Andy Cadiff (2008)
- Morris: A Life With Bells On, regia di Lucy Akhurst (2009)
- Endgame, regia di Pete Travis (2009)
- Il discorso del re (The King's Speech), regia di Tom Hooper (2010)
- Hereafter, regia di Clint Eastwood (2010)
- Ironclad, regia di Jonathan English (2011)
- There Be Dragons - Un santo nella tempesta (There Be Dragons), regia di Roland Joffé (2011)
- Anonymous, regia di Roland Emmerich (2011)
- Marilyn (My Week with Marilyn), regia di Simon Curtis (2011)
- Grace di Monaco (Grace of Monaco), regia di Olivier Dahan (2014)
- Effie Gray - Storia di uno scandalo (Effie Gray), regia di Richard Laxton (2014)
- Cenerentola (Cinderella), regia di Kenneth Branagh (2015)
- La storia dell'amore (The History of Love), regia di Radu Mihăileanu (2016)
- Stratton - Forze speciali (Stratton), regia di Simon West (2017)
- Assassinio sull'Orient Express (Murder on the Orient Express), regia di Kenneth Branagh (2017)
- Tomb Raider, regia di Roar Uthaug (2018)
- Tolkien, regia di Dome Karukoski (2019)
- Alice e Peter (Come Away), regia di Brenda Chapman (2020)
- Allelujah - Un ospedale in rivolta (Allelujah), regia di Richard Eyre (2022)
- Il gladiatore II (Gladiator II), regia di Ridley Scott (2024)

### Televisione
- The Strauss Family – miniserie TV, 2 episodi (1973)
- The Pallisers – miniserie TV, 8 episodi (1974)
- Io Claudio imperatore (I, Claudius) – miniserie TV, 13 episodi (1976)
- Philby, Burgess and MacLean – film TV (1977)
- Riccardo II (Richard II), regia di David Giles – film TV (1978)
- Hamlet, Prince of Denmark (Hamlet) – film TV (1980)
- Il gobbo di Notre Dame (The Hunchback of Notre Dame) – film TV (1982)
- Diario del Terzo Reich (Inside the Third Reich) – film TV (1982)
- The Secret Garden – film TV (1987)
- Il decimo uomo (The Tenth Man), regia di Jack Gold – film TV (1988)
- Discovering Hamlet – documentario TV (1990)
- I miti greci (The Storyteller: Greek Myths) – miniserie TV, 1 episodio (1991)
- Breaking the Code – film TV (1996)
- Cadfael - I misteri dell'abbazia (Cadfael) – serie TV, 13 episodi (1994-1998)
- The Wyvern Mystery – film TV (2000)
- Giasone e gli Argonauti (Jason and the Argonauts), regia Nick Willing (2000) – miniserie TV
- Frasier – serie TV, episodio 8x12 (2001)
- The Jury – miniserie TV, 6 episodi (2002)
- Guerra imminente (The Gathering Storm), regia di Richard Loncraine – film TV (2002)
- The Long Firm – miniserie TV, 2 episodi (2004)
- Miss Marple (Agatha Christie's Marple) – serie TV, episodio 1x02 (2004)
- Pinochet in Suburbia – film TV (2006)
- Doctor Who – serie TV, episodio 3x11 (2007)
- The Old Curiosity Shop – film TV (2007)
- Diamonds – film TV (2009)
- I Borgia (The Borgias) – serie TV, episodi 1x01-1x02 (2011)
- Titanic - Nascita di una leggenda (Titanic - Blood & Steel) – miniserie TV, 12 episodi (2012)
- Last Tango in Halifax – serie TV, 18 episodi (2012-in corso)
- Vicious – serie TV, 14 episodi (2013-2016)
- I miserabili (Les Misérables) – miniserie TV, 1 puntata (2018)
- Good Omens – miniserie TV, 1 puntata (2019)
- The Crown – serie TV, episodio 3x08 (2019)
- Ludwig – serie TV, 1 episodio (2024)

### Doppiatore
- Brisby e il segreto di NIMH (The Secret of NIMH), regia di Don Bluth (1982)
- Il mondo di Peter Coniglio e dei suoi amici (The World of Peter Rabbit and Friends), regia di Bill Hays - serie animata (1992-1995)
- La foresta dei sogni (In the Night Garden...), regia di Anne Wood e Andrew Davenport (2007-2009)

## Teatro (parziale)
- One Way Pendulum, di Norman Frederick Simpson, regia di Bernard Hepton. Birmingham Repertory Theatre di Birmingham (1960)
- Strange to Relate, di Jacques Languirand, regia di Bernard Hepton. Birmingham Repertory Theatre di Birmingham (1960)
- Hobson's Choice, di Harold Bringhouse, regia di David Buxton. Birmingham Repertory Theatre di Birmingham (1960)
- The Three Cavaliers, di Beverly Cross, regia di Bernard Hepton. Birmingham Repertory Theatre di Birmingham (1960)
- Antonio e Cleopatra, di William Shakespeare, regia di Bernard Hepton. Birmingham Repertory Theatre di Birmingham (1961)
- Ella si umilia per vincere, di Oliver Goldsmith, regia di John Harrison. Birmingham Repertory Theatre di Birmingham (1961)
- Rashmon, di Fay e Michael Kanin, regia di Bernard Hepton. Birmingham Repertory Theatre di Birmingham (1961)
- Naked Island, di Russell Braddon, regia di Bernard Hepton. Birmingham Repertory Theatre di Birmingham (1961)
- Un uomo per tutte le stagioni, di Robert Bolt, regia di Bernard Hepton. Birmingham Repertory Theatre di Birmingham (1961)
- Radici, di Arnold Wesker, regia di David Buxton. Birmingham Repertory Theatre di Birmingham (1961)
- The Love of Four Colonels, di Peter Ustinov, regia di Bernard Hepton. Birmingham Repertory Theatre di Birmingham (1961)
- Il viaggiatore senza bagaglio, di Jean Anouilh, regia di john Harrison. Birmingham Repertory Theatre di Birmingham (1961)
- Il guardiano, di Harold Pinter, regia di Bernard Hepton. Birmingham Repertory Theatre di Birmingham (1961)
- La via del mondo, di William Congreve, regia di John Harrison. Birmingham Repertory Theatre di Birmingham (1961)
- La bella e la bestia, di Nicholas Stuart Gray, regia di Bernard Hepton. Birmingham Repertory Theatre di Birmingham (1962)
- La tempesta, di William Shakespeare, regia di John Harrison. Birmingham Repertory Theatre di Birmingham (1962)
- Saint's Day, di John Whiting, regia di John Harrison. Birmingham Repertory Theatre di Birmingham (1962)
- I rivali, di Richard Brinsley Sheridan, regia di Tony Robertson. Birmingham Repertory Theatre di Birmingham (1962)
- Combat avec l'ange, di Jean Giraudoux, regia di John Harrison. Birmingham Repertory Theatre di Birmingham (1962)
- The Keep, di Gwyn Thomas, regia di David Buxton. Birmingham Repertory Theatre di Birmingham (1962)
- Getting Married, di George Bernard Shaw, regia di John Harrison. Birmingham Repertory Theatre di Birmingham (1962)
- Ricorda con rabbia, di John Osborne, regia di David Buxton. Birmingham Repertory Theatre di Birmingham (1962)
- Double Deceit, di William Popple, regia di John Harrison. Birmingham Repertory Theatre di Birmingham (1962)
- The bells, di Leopold Lewis, regia di John Harrison. Birmingham Repertory Theatre di Birmingham (1962)
- The Workhouse Donkey, di John Arden, regia di Stuart Burge. Chichester Festival Theatre di Chichester (1963)
- Enrico VIII, di William Shakespeare, regia di David Buxton. Birmingham Repertory Theatre di Birmingham (1963)
- Troilo e Cressida, di William Shakespeare, regia di John Harrison. Birmingham Repertory Theatre di Birmingham (1963)
- Tito Andronico, di William Shakespeare, regia di Ronald Eyre. Birmingham Repertory Theatre di Birmingham (1963)
- Amleto, di William Shakespeare, regia di Laurence Olivier, con Peter O'Toole e Michael Redgrave. Old Vic di Londra (1963)
- Santa Giovanna, di George Bernard Shaw, regia di John Dexter, con Joan Plowright. Chichester Festival Theatre di Chichester e Old Vic di Londra (1963)
- L'agente recrutatore, di George Farquhar, regia di William Gaskill, con Maggie Smith. Old Vic di Londra (1963)
- Andorra, di Max Frisch, regia di Lindsay Anderson, con Michael Gambon. Old Vic di Londra (1964)
- Otello, di William Shakespeare, regia di John Dexter, con Laurence Olivier e Maggie Smith. Alexander Theatre di Birmingham, Old Vic di Londra (1964)
- Il costruttore Solness, di Henrik Ibsen, regia di Peter Wood, con Michael Redgrave e Maggie Smith. Old Vic di Londra (1964)
- Hay Fever, scritto e diretto da Noël Coward, con Maggie Smith. Old Vic di Londra, Open House di Manchester (1964) e Bristol Hippodrome di Bristol (1968)
- La grande strage dell'impero del sole, di Peter Shaffer, regia di John Deter, con Anthony Hopkins. Chichester Festival Theatre di Chichester, Old Vic di Londra (1964)
- Molto rumore per nulla, di William Shakespeare, regia di Franco Zeffirelli, con Ian McKellen e Maggie Smith. Old Vic di Londra (1965), Bristol Hippodrome di Bristol (1966)
- Trelawny of the Wells, di Arthur Wing Pinero, regia di Desmond O'Donovan, con Michael York. Old Vic di Londra, Bristol Hippodrome di Bristol (1965)
- Black Comedy, di Peter Shaffer, regia di John Dexter, con Maggie Smith. Chichester Festival Theatre di Chichester (1965), Old Vic di Londra (1966), Bristol Hippodrome di Bristol (1967)
- Tre sorelle, di Anton Čechov, regia di Laurence Olivier, con Olivier, Maggie Smith, Joan Plowright. Old Vic di Londra (1967)
- Come vi piace, di William Shakespeare, regia di Clifford Williams, con Anthony Hopkins. Old Vic di Londra (1967)
- Il Tartuffo, di Molière, regia di Tyrone Guthrie. Old Vic di Londra (1967)
- Edoardo II, di Christopher Marlowe, regia di Frank Dunlop. Old Vic di Londra (1968)
- A Most Unwarrantable Intrusion, di John Maddison Morton, regia di Robert Stephens. Old Vic di Londra (1968)
- L'inserzione, di Natalia Ginzburg, regia di Laurence Olivier e Donald Mackechnie. Theatre Royal di Brighton, Old Vic di Londra (1968)
- Pene d'amor perdute, di William Shakespeare, regia di Laurence Olivier, con Jane Lapotaire. Old Vic di Londra (1968)
- Ritorno a Methuselah, di George Bernard Shaw, regia di Clifford Williams. Old Vic di Londra (1968)
- Macruness' Guevara, di John Spurling, regia di Robert Stephens e Frank Dunlop. Old Vic di Londra (1969)
- Il diavolo bianco (o Vittoria Corombona), di John Webster, regia di Frank Dunlop. Old Vic di Londra (1969)
- Il mercante di Venezia, di William Shakespeare, regia di Jonathan Miller, con Laurence Olivier e Joan Plowright. Old Vic di Londra (1969)
- The Beaux' Stratagem, di George Faequhar, regia di William Gaskill, con Maggie Smith. Old Vic di Londra (1970)
- The Idiot, di Simon Gray, regia di Anthony Quayle. Old Vic di Londra (1970)
- A Woman Killed with Kindness, di Thomas Heywood, regia di John Dexter. Old Vic di Londra (1971)
- Edipo re, di Sofocle. Birmingham Repertory Theatre di Birmingham (1972)
- Il critico, di Richard Brinsley Sheridan. Birmingham Repertory Theatre di Birmingham (1972)
- La dodicesima notte, di William Shakespeare, regia di Toby Robertson. Old Vic di Londra (1972)
- The Grand Tour, di Jane McCulloch, regia di Toby Robertson. Old Vic di Londra (1972)
- Ivanov, di Anton Čechov, con John Wood. Old Vic di Londra (1972)
- Pericle, principe di Tiro, di William Shakespeare, regia di Toby Robertson. Old Vic di Londra (1972)
- Il vero ispettore Hound, di Tom Stoppard, regia di Ian McKellen. Phoenix Theatre di Sheffield (1972)
- The Hollow Crown, da William Shakespeare, regia di John Barton. Tour britannico, neozelandese, statunitense (1975)
- Pleasure and Repent, regia di Terry Hands. Guildhall di Plymouth (1975)
- Un mese in campagna, di Ivan Turgenev, regia di Toby Robertson, con Dorothy Tutin. Albery Theatre di Londra (1975)
- Amleto, di William Shakespeare, regia di Toby Robertson. Old Vic di Londra (1977)
- Antonio e Cleopatra, di William Shakespeare, regia di Toby Robertson, con Dorothy Tutin. Old Vic di Londra (1977)
- Ivanov, di Anton Čechov, regia di Toby Robertson, con Eileen Atkins. Old Vic di Londra (1978)
- The Lady's Not For Burning, di Christopher Fry, regia di George Baker. Old Vic di Londra, Bristol Hippodrome di Bristol (1978)
- Amleto, di William Shakespeare, regia di Toby Robertson. Old Vic di Londra (1979)
- The Suicide, di Nikolaj Ėrdman, regia di Jonas Jurass. ANTA Playhouse di Broadway (1980)
- Peer Gynt, di Henrik Ibsen, regia di Ron Daniels. The Other Place di Stratford-upon-Avon (1981 e 1982), Gulbenkian Studio di Newcastle, Pit di Londra (1983)
- Molto rumore per nulla, di William Shakespeare, regia di Terry Hands. Royal Shakespeare Theatre di Stratford (1982), Theatre Royal di Newcastle, Barbican di Londra (1983), Empire di Liverpool (1984), Gershwin Theatre di Broadway (1984), Kennedy Center di Washington (1985)
- La tempesta, di William Shakespeare, regia di Ron Daniels. Royal Shakespeare Theatre di Stratford (1982), Theatre Royal di Newcastle, Barbican di Londra (1983)
- Cyrano de Bergerac, di Edmond Rostand, regia di Terry Hands. Barbican di Londra (1982), Gershwin Theatre di Broadway (1984), Kennedy Center di Washington (1985)
- Mad, Bad, and Dangerous to Know, scritto e diretto da Jane Mcculloch. Bristol Old Vic di Bristolo (1985)
- Breaking the Code, di Hugh Whitemore, regia di Clifford Williams. Haymarket Theatre di Londra, Theatre Royal di Bath (1986 e 1991), Neil Simon Theatre di Broadway (1987)
- Riccardo II, di William Shakespeare, regia di Clifford Williams. Theatre Royal di Bath (1986), Phoenix Theatre di Londra (1988), Kennedy Center di Washington (1989)
- Riccardo III, di William Shakespeare, regia di Clifford Williams. Theatre Royal di Bath (1986), Phoenix Theatre di Londra (1988), Kennedy Center di Washington (1989)
- Kean, di Jean-Paul Sartre, regia di Sam Mendes. Old Vic di Londra, Theatre Royal di Bath (1989)
- Becket e il suo re, di Jean Anouilh, regia di Elijah Moshinsky. Theatre Royal di Bath (1989) Haymarket Theatre di Londra (1990)
- Macbeth, di William Shakespeare, regia di Adrian Noble. Barbican Center di Londra e Theatre Royal di Bath (1993), Royal Shakespeare Theatre di Stratford (1994)
- Hadrian VII, di Peter Luke, regia di Terry Hands. Richmond Theatre Surrey, Chichester Festival Theatre di Chichester (1995)
- Zio Vanja, di Anton Čechov, regia di Bill Bryden. Minerva Theatre di Chichester, Theatre Royal di Bath (1995), Albery Theatre di Londra (1996), Brooks Atkinson Theatre di Broadway (2000)
- God Only Knows, di Hugh Whitemore, regia di Anthony Page. Theatre Royal di Bath (2000), Vaudeville Theatre di Londra (2001)
- The Hollow Crown, da William Shakespeare, regia di John Barton. Royal Shakespeare Theatre di Stratford, tour australiano (2002)
- La tempesta, di William Shakespeare, regia di Michael Grandage. Old Vic di Londra (2003)
- A Voyage Around My Father, di John Mortimer, regia di Thea Sharrock (2004)
- La dodicesima notte, di William Shakespeare, regia di Michael Grandage. Wyndham's Theatre di Londra (2008)
- Re Lear, di William Shakespeare, regia di Michael Grandage. Donmar Warehouse di Londra (2010), Brooklyn Academy of Music di New York (2011)
- Heartbreak House, di George Bernard Shaw, di Richard Clifford. Chichester Festival Theatre di Chichester (2012)
- Romeo e Giulietta, di William Shakespeare, regia di Kenneth Branagh e Rob Ashford. Garrick Theatre di Londra (2016)

## Riconoscimenti
- Tony Award
  - 1984 – Miglior attore protagonista in un'opera teatrale per Molto rumore per nulla
  - 1988 – Candidatura Miglior attore protagonista in un'opera teatrale per Breaking the Code
- Laurence Olivier Award
  - 1977 – Candidatura Miglior attore per Amleto
  - 1978 – Candidatura Miglior attore per Ivanov
  - 1983 – Miglior attore per Cyrano de Bergerac
  - 1986 – Candidatura Miglior attore per Breaking the Code
  - 2006 – Candidatura Miglior attore per Don Carlos
  - 2009 – Miglior attore per La dodicesima notte
  - 2011 – Candidatura Miglior attore per Re Lear
  - 2023 – Premio alla carriera
- Emmy Award
  - 1982 – Candidatura Miglior attore non protagonista in una miniserie o film TV per I diari del Terzo Reich
  - 1984 – Miglior attore non protagonista in una miniserie o film TV per The Tenth Man
  - 2001 – Miglior guest start in una serie commedia per Frasier
- BAFTA Award
  - 1976 – Miglior attore per Io Claudio imperatore
  - 1977 – Candidatura Miglior attore per Philby, Burgess and MacLean
  - 1996 – Miglior attore per Breaking the Code
  - 1991 – Candidatura Miglior attore non protagonista per L'altro delitto
  - 2012 – Candidatura Miglior attore per Last Tango in Halifax
- Drama Desk Award
  - 1980 – Candidatura Miglior attore in un'opera teatrale per Il suicidio
  - 1985 – Candidatura Miglior attore in un'opera teatrale per Molto rumore per nulla e Cyrano de Bergerac
  - 1988 – Candidatura Miglior attore in un'opera teatrale per Breaking the Code
- Evening Standard British Film Awards
  - 1987 – Miglior attore per Little Dorrit
  - 1991 – Candidatura Miglior attore per Love Is the Devil
- Satellite Award
  - 1999 – Candidatura Miglior attore per Love Is the Devil
  - 2002 – Miglior cast per Gosford Park
- Screen Actors Guild Award
  - 2002 – Miglior cast cinematografico per Gosford Park
  - 2011 – Miglior cast cinematografico per Il discorso del re
- Edinburgh International Film Festival
  - 1999 – Miglior attore per Love Is the Devil

## Doppiatori italiani
Nelle versioni in italiano delle opere in cui ha recitato, Derek Jacobi è stato doppiato da:
- Dario Penne in Enrico V, Gosford Park, Hereafter, Anonymous, Marilyn, Diamonds, Titanic - Nascita di una leggenda, Riccardo II (ridoppiaggio), Grace di Monaco, Stratton - Forze speciali, Tomb Raider, I miserabili
- Bruno Alessandro in Miss Marple - Omicidio al Vicariato, Doctor Who, Il discorso del re, Assassino sull'Orient Express, Good Omens
- Gino La Monica in Basil, The Gathering Storm, Cenerentola, Alice e Peter, The Sandman
- Franco Zucca in Cadfael - I misteri dell'abbazia, La bussola d'oro, La storia dell'amore
- Paolo Lombardi in L'altro delitto, Effie Gray - Storia di uno scandalo
- Renato Cortesi ne Il gladiatore, The Body
- Dante Biagioni ne Il giorno dello sciacallo
- Gianni Marzocchi ne I diavoli n. 2
- Pino Colizzi ne Il tocco della medusa
- Glauco Mauri in Riccardo II
- Giancarlo Giannini in Amleto
- Saverio Moriones in Cyrano de Bergerac
- Dario De Grassi ne I miti greci
- Wladimiro Grana in Riccardo III - Un uomo, un re
- Oreste Rizzini in Hamlet
- Luca Biagini in Love is the Devil
- Roberto Del Giudice in Una notte per decidere
- Sergio Tedesco in Mystery House
- Stefano Carraro in Revelation
- Cesare Barbetti in Nanny McPhee - Tata Matilda
- Sandro Iovino in Underworld: Evolution
- Omero Antonutti in Adam Resurrected
- Nino D'Agata in Ironclad
- Adolfo Fenoglio ne I Borgia (st. 1)
- Antonio Paiola ne I Borgia (st. 2-3)
- Carlo Valli in Tolkien
- Gianni Quillico in The Crown
- Gianni Giuliano ne Il gladiatore II

Da doppiatore è sostituito da:
- Giorgio Piazza in Brisby e il segreto di NIMH
- Ivo De Palma ne Il mondo di Peter Coniglio e dei suoi amici
- Gino La Monica ne La foresta dei sogni